# Molière du spectacle musical
Récompense de la Nuit des Molières ayant plusieurs fois changé de nom.

## Palmarès

### Molière du spectacle musical
- 1987 : Cabaret au Théâtre Mogador
  - Les Petits Pas, au Théâtre des Bouffes du Nord Festival d'automne
  - Little Shop of Horrors, au Théâtre Déjazet
  - L'Opéra de quat'sous, au TMP, Théâtre du Châtelet
- 1988 : Les Petits Pas de Jérôme Deschamps, Festival d'automne, au Théâtre des Bouffes du Nord
  - Le Pont des soupirs au Théâtre de Paris
  - L'Homme de La Mancha à La Maison de la Culture de Loire-Atlantique, et au Théâtre Marigny
- 1989 : Cats au Théâtre de Paris
  - Offenbach tu Connais ? au Théâtre Moderne
  - Starmania aux Théâtre de Paris, Théâtre Marigny
- 1990 : Tempo au Théâtre Fontaine
  - Enumérations au Théâtre Paris-Villette
  - Starmania au Théâtre Marigny
- 1991 : Christophe Colomb au Théâtre Libertaire de Paris TLP-Déjazet
  - Zazou au Théâtre national de Chaillot
  - Jojo aux Théâtre National de Strasbourg, Théâtre Paris-Villette
  - Le Malade imaginaire aux Théâtre du Châtelet, Opéra de Montpellier
- 1992 : Les Misérables au Théâtre Mogador
  - Peter Pan au Casino de Paris
  - Le Voyage de Mozart à Prague au Théâtre de la Potinière
  - Opéra équestre de Zingaro
- 1993 : Mortadela d'Alfredo Arias à La Cigale et Théâtre Montparnasse
  - Kiss me Kate au Théâtre Mogador
  - La Java des mémoires au Théâtre de la Renaissance
  - Paul et Virginie au Théâtre de Paris
- 1994 : Le Quatuor au Théâtre Déjazet
  - Starmania au Théâtre Mogador
  - Fous des folies aux Folies Bergère
  - Les Innocentines aux Théâtre 14, Théâtre de la Potinière
- 1995 : Les Années twist de Roger Louret aux Folies Bergère
  - Offenbach, tu connais ? au Théâtre Fontaine
  - Chimère de Zingaro
  - Cabaret au Théâtre Mogador
- 1996 : Chimère de Théâtre Zingaro
  - Les Z'années zazou aux Folies Bergère
  - Piaf, je t'aime au Cirque d'Hiver
  - Mireille à Chaillot aux Théâtre national de Chaillot, Théâtre de la Potinière
  - Faust argentin à La Cigale, et au Théâtre Mogador
- 1997 : Le Passe-muraille au MC Loire-Atlantique, Théâtre Montansier, Théâtre des Bouffes-Parisiens
  - La Vie parisienne à La Comédie-Française
  - L'Ultima Récital à La Pépinière-Opéra, au Théâtre Daunou, Jazz, etc.
  - Souingue ! par Cargo CDNA Grenoble Meyer Productions
  - Le Quatuor au Théâtre du Palais-Royal / Polyfolies
- 1998 : Le Quatuor, il pleut des cordes au Théâtre du Palais-Royal
  - La Vie parisienne à La Comédie-Française
  - Le Salon d'été aux Centre national de création d'Orléans, Théâtre des Bouffes-Parisiens
- 1999 : L'Ultima Récital de Marianne James au Théâtre Mogador
  - La Fièvre des années 80 aux Folies Bergère
  - Notre-Dame de Paris au Palais des congrès
  - Y'a d'la joie ! et d'l'amour au Théâtre national de Chaillot
- 2000 : Peines de cœur d’une chatte française d'Alfredo Arias à la MC93 Bobigny, MC Loire-Atlantique
  - La Framboise frivole de Peter Hens & David Laisné
  - La Périchole
- 2001 : Chantons sous la pluie au Théâtre de la Porte-Saint-Martin
  - Mistinguett, la dernière revue
  - Le Sire de Vergy
- 2002 : Frou-Frou les Bains au Théâtre Daunou
  - I do I do
  - La Vie parisienne
- 2003 : Le Quatuor, sur la corde rêve au Théâtre des Bouffes-Parisiens et Théâtre de la Porte-Saint-Martin
  - I do ? I do ?
  - Doit-on le dire ?
- 2004 : non attribué

### Molière du créateur de musique de scène
- 2005 : Jean-Jacques Lemêtre pour Le Dernier Caravansérail au Théâtre du Soleil
  - Didier Bailly et Denis Uhalde pour La guinguette a rouvert ses volets
  - Lee Maddeford pour Créatures
  - Jonathan Kerr et Patrice Peyrieras pour Camille C.

### Molière du spectacle musical
- 2006 : Le Jazz et la Diva au Théâtre Tristan Bernard
  - Mon alter Hugo au Théâtre Marigny
  - Une Vie en rose et noir au Théâtre des Nouveautés
  - Toi c'est moi à La Coursive (La Rochelle)
  - Un violon sur le toit au Théâtre Comédia
  - La Veuve joyeuse à l'Opéra-Comique
- 2007 : Le Cabaret des Hommes Perdus au Théâtre du Rond-Point et à la Pépinière Opéra
  - Cabaret (Sam Mendès – Rob Marshall) - Folies Bergère
  - Joséphine – New Orleans forever (Jérôme Savary) - Opéra-Comique
  - Le Quatuor (Alain Sachs) - Théâtre de Paris
  - La Valse des pingouins (Jacques Décombe) - Théâtre des Nouveautés
- 2008 : Le Roi lion au Théâtre Mogador
  - Cabaret au Folies Bergère
  - L'Enfer d'après Dante
  - Souingue ! Souingue ! mise en scène de Laurent Pelly
- 2009 : L'Opéra de Sarah - avant l'Amérique d'Alain Marcel, mise en scène de l'auteur, Théâtre de l'Œuvre
  - L'Araignée de l'éternel de Claude Nougaro, mise en scène Christophe Rauck, Le Grand T, Nantes
  - Lady in the Dark de Kurt Weill, mise en scène Jean Lacornerie, Théâtre de la Renaissance-Oullins
  - Panique à bord de Stéphane Laporte et Patrick Laviosa, mise en scène Agnès Boury, Théâtre Tristan Bernard

### Molière du théâtre musical
- 2010 : Les Douze Pianos d’Hercule de Jean-Paul Farré, mise en scène Jean-Claude Cotillard, Compagnie des Claviers
  - Tatouage d'Alfredo Arias, mise en scène de l'auteur, Groupe TSE - Théâtre du Rond-Point
  - Une Diva à Sarcelles de Virginie Lemoine, mise en scène de l'auteur, Théâtre de la Huchette
  - La Vie parisienne de Jacques Offenbach, mise en scène Alain Sachs, Théâtre Antoine
- 2011 : Une flûte enchantée de Mozart, mise en scène Peter Brook, CICT/Théâtre des Bouffes du Nord
  - Mamma Mia ! de Catherine Johnson, mise en scène Phyllida Lloyd, Théâtre Mogador
  - Mike de Gabi Inbar, mise en scène Thomas le Douarec, Théâtre Comédia
  - La Nuit d’Elliot Fall de Vincent Daenen, mise en scène Jean-Luc Revol, Théâtre du Caramel Fou
- 2014 : Le Crocodile trompeur / Didon et Énée d’après l’opéra d’Henry Purcell et d’autres matériaux, mise en scène Samuel Achache et Jeanne Candel, direction musicale Florent Hubert, Théâtre des Bouffes du Nord 
  - La Belle et la Bête, livret Linda Woolverton, musique Alan Menken, mise en scène Glenn Casale, Théâtre Mogador
  - Framboise Frivole – Delicatissimo de Peter Hens et Bart Van Caenegem, Théâtre des Bouffes Parisiens
  - Ménélas rebétiko rapsodie de Simon Abkarian, mise en scène de l'auteur, Compagnie Tera / Le Ksamka
- 2015 : Les Franglaises de Les Franglaises, mise en scène des auteurs, Blue Line Productions, Bobino
  - Ali 74, Le Combat du siècle de Nicolas Bonneau, mise en scène de l'auteur, Compagnie La Volige
  - Cinq de Cœur, Le Concert sans retour, de Cinq de cœur, mise en scène Meriem Menant, théâtre Le Ranelagh
  - La Grande Duchesse d'après Jacques Offenbach, mise en scène Philippe Béziat, Compagnie Les Brigands

### Molière du spectacle musical
- 2016 : Les Fiancés de Loches de Georges Feydeau et Maurice Desvallières, mise en scène Hervé Devolder, théâtre du Palais-Royal
  - Cats d'Andrew Lloyd Webber, mise en scène Trevor Nunn et Gillian Lynne, théâtre Mogador
  - Irma la Douce, d'Alexandre Breffort et Marguerite Monnot, mise en scène Nicolas Briançon, théâtre de la Porte-Saint-Martin
  - Kiki, le Montparnasse des années folles d'Hervé Devolder et Milena Marinelli, mise en scène Hervé Devolder, théâtre de la Huchette
- 2017 : Ivo Livi ou le Destin d'Yves Montand, d'Ali Bougheraba et Cristos Mitropoulos, mise en scène Marc Pistolesi, théâtre Tristan-Bernard et théâtre de la Gaité-Montparnasse
  - Les Sea Girls de Judith Rémy, Prunella Rivière, Delphine Simon, Agnès Pat’, mise en scène Philippe Nicolle, production Les Sea Girls
  - Oliver Twist, le musical livret de Christopher Delarue et Shay Alon, mise en scène Ladislas Chollat, salle Gaveau, production Alexandre Piot et Stéphane Letellier-Rampon
  - Traviata de Benjamin Lazar, Florent Hubert, Judith Chemla, mise en scène Benjamin Lazar, C.I.C.T théâtre des Bouffes-du-Nord
- 2018 : L'Histoire du soldat, de Ramuz et Stravinsky, mise en scène Stéphan Druet, chorégraphies de Sebastian Galeota, théâtre de Poche Montparnasse
  - La Dame de chez Maxim, de Georges Feydeau, adaptation Johanna Boyé et Pamela Ravassard, mise en scène Johanna Boyé, théâtre de l'Atelier
  - Grease, de Jim Jacobs et Warren Casey, adaptation Nicolas Engel, mise en scène Martin Michel et Véronique Bandelier, théâtre Mogador
  - Priscilla – Folle du désert, de Stephan Elliott et Alan Scott, adaptation Philippe Hersen, mise en scène Philippe Hersen, Casino de Paris

- 2019 : Chance !, d'Hervé Devolder, mise en scène Hervé Devolder, Théâtre La Bruyère
  - Chicago de Fred Ebb et John Kander, adaptation David Thompson (en) et Nicolas Engel, mise en scène Walter Bobbie, Tania Nardini et Véronique Bandelier, théâtre Mogador
  - Opéraporno de Pierre Guillois et Nicolas Ducloux, mise en scène Pierre Guillois, Compagnie Le fils du grand réseau
  - Yolande Moreau, Christian Olivier, Prévert de Yolande Moreau et Christian Olivier, mise en scène Yolande Moreau et Christian Olivier, Astérios Spectacles

- 2020 : Est-ce que j’ai une gueule d’Arletty ? d'Éric Bu et Élodie Menant, mise en scène Johanna Boyé, Théâtre du Petit-Montparnasse
  - Frou frou les bains de Patrick Haudecœur, mise en scène Patrick Haudecœur, Théâtre Édouard-VII
  - Hen de Johanny Bert, mise en scène Johanny Bert, Théâtre de Romette
  - Jean Louis XIV de Nicolas Lumbreras, mise en scène Nicolas Lumbreras, Théâtre des Béliers parisiens

- 2022 : Les Producteurs de Mel Brooks, mise en scène d'Alexis Michalik, Théâtre de Paris
  - Mais quelle Comédie ! de Serge Bagdassarian et Marina Hands, mise en scène de Serge Bagdassarian et Marina Hands, Comédie-Française – Salle Richelieu
  - MARS – 2037 de Nicolas Ducloux et Pierre Guillois, mise en scène de Pierre Guillois, Compagnie Le Fils du Grand Réseau
  - Le Roi Lion de Roger Allers et Irene Mecchi, d’après Irene Mecchi, Jonathan Roberts et Linda Woolverton, mise en scène de Véronique Bandelier, Anthony Lyn et Julie Taymo, Théâtre Mogador

- 2023 : Starmania de Michel Berger et Luc Plamondon, mise en scène Thomas Jolly - La Seine Musicale
  - Les Coquettes - Merci Francis de Lola Ces, Marie Facundo et Juliette Faucon, mise en scène Nicolas Nebot - Le Grand Point Virgule et Bobino
  - Moi aussi je suis Barbara de Pauline Chagne et Pierre Notte, mise en scène Jean-Charles Mouveaux - Studio Hébertot
  - Tous les marins sont des chanteurs de Gérard Mordillat, François Morel et Antoine Sahler, mise en scène François Morel - Les Productions de l'Explorateur

- 2024 : Spamalot, mise en scène Pierre-François Martin-Laval
  - Mamma Mia !, mise en scène de Phyllida Lloyd
  - Molière, le spectacle musical, mise en scène de Ladislas Chollat
  - L'Opéra de quat'sous, mise en scène de Thomas Ostermeier

- 2025 : Les Misérables de Alain Boublil et Claude-Michel Schönberg, d’après Victor Hugo, mise en scène Ladislas Chollat, Théâtre du Châtelet
  - Orgueil et préjugés… ou presque de Isabel McArthur d’après Jane Austen, mise en scène Johanna Boyé, Théâtre Saint-Georges
  - Punk.e.s de Justine Heynemann et Rachel Arditi, mise en scène Justine Heynemann, La Scala (Paris)
  - La Vie en vrai (avec Anne Sylvestre) de Marie Fortuit, mise en scène Marie Fortuit, Les Louves à Minuit